# Adam Małysz
Adam Henryk Małysz (n. 3 decembrie 1977, Wisła, Voievodatul Silezia, Polonia) este un fost săritor cu schiurile polonez. S-a născut și trăiește în orașul Wisła din sudul Poloniei. Małysz a câștigat 39 de etape de cupă mondială, fiind depășit din acest punct de vedere doar de austriacul Gregor Schlierenzauer (53 titluri) și finlandezul Matti Nykänen (46 titluri). Małysz a fost primul săritor cu schiurile care a câștigat Cupa mondială de 3 ori consecutiv.
Este poreclit Batman și Mustața Zburătoare.

## Palmares

### Jocurile Olimpice
- Argint, 2002 Salt Lake City, în competiția individuală pe trambulina mare
- Bronz, 2002 Salt Lake City, în competiția individuală pe trambulina normală
- Argint, 2010 Vancouver, în competiția individuală pe trambulina mare
- Argint, 2010 Vancouver, în competiția individuală pe trambulina normală

### Campionatul mondial de schi nordic
- Aur, 2001 Lahti, la individual pe trambulina normală
- Aur, 2003 Val di Fiemme, la individual pe trambulina normală
- Aur, 2003 Val di Fiemme, la individual pe trambulina mare
- Aur, 2007 Sapporo, la individual pe trambulina normală
- Argint, 2001 Lahti, la individual pe trambulina mare
- Bronz, 2011 Oslo, la individual pe trambulina normală

### Cupa mondială

#### Clasări la final de sezon
| Sezon     | Locul |
| --------- | ----- |
| 1994/1995 | 51    |
| 1995/1996 | 7     |
| 1996/1997 | 10    |
| 1997/1998 | 57    |
| 1998/1999 | 46    |
| 1999/2000 | 28    |
| 2000/2001 | 1     |
| 2001/2002 | 1     |
| 2002/2003 | 1     |
| 2003/2004 | 12    |
| 2004/2005 | 4     |
| 2005/2006 | 9     |
| 2006/2007 | 1     |
| 2007/2008 | 12    |
| 2008/2009 | 13    |
| 2009/2010 | 5     |
| 2010/2011 | 3     |

#### Etape câștigate
1. Norvegia Oslo/Holmenkollen – 17 martie 1996
2. Japonia Sapporo – 18 ianuarie 1997
3. Japonia Hakuba – 26 ianuarie 1997
4. Austria Innsbruck – 4 ianuarie 2001
5. Austria Bischofshofen – 6 ianuarie 2001
6. Cehia Harrachov (HS 205) – 13 ianuarie 2001
7. Cehia Harrachov (HS 205) – 14 ianuarie 2001
8. Statele Unite ale Americii Salt Lake City – 20 ianuarie 2001
9. Japonia Sapporo – 27 ianuarie 2001
10. Japonia Sapporo – 28 ianuarie 2001
11. Germania Willingen – 4 ianuarie 2001
12. Suedia Falun – 7 martie 2001
13. Norvegia Trondheim – 9 martie 2001
14. Norvegia Oslo/Holmenkollen – 11 martie 2001
15. Finlanda Kuopio – 23 noiembrie 2001
16. Germania Titisee-Neustadt – 1 decembrie 2001
17. Austria Villach – 8 decembrie 2001
18. Elveția Engelberg – 16 decembrie 2001
19. Italia Val di Fiemme/Predazzo – 21 decembrie 2001
20. Italia Val di Fiemme/Predazzo – 22 decembrie 2001
21. Polonia Zakopane – 20 ianuarie 2002
22. Norvegia Oslo/Holmenkollen – 9 martie 2003
23. Finlanda Lahti – 14 martie 2003
24. Finlanda Lahti – 15 martie 2003
25. Cehia Harrachov (HS 142) – 11 decembrie 2004
26. Austria Tauplitz/Bad Mitterndorf – 16 ianuarie 2005
27. Polonia Zakopane – 29 ianuarie 2005, împreună cu Roar Ljøkelsøy
28. Polonia Zakopane – 30 ianuarie 2005
29. Norvegia Oslo/Holmenkollen – 12 martie 2006
30. Germania Oberstdorf (HS 137) – 27 ianuarie 2007
31. Germania Titisee-Neustadt – 3 februarie 2007
32. Germania Titisee-Neustadt – 4 februarie 2007
33. Finlanda Lahti – 11 martie 2007
34. Finlanda Kuopio – 13 martie 2007
35. Norvegia Oslo/Holmenkollen – 17 martie 2007
36. Slovenia  Planica/Letalnica – 23 martie 2007
37. Slovenia  Planica/Letalnica – 24 martie 2007
38. Slovenia  Planica/Letalnica – 25 martie 2007
39. Polonia Zakopane – 21 ianuarie 2011

#### Clasări pe podium
1. Statele Unite ale Americii Iron Mountain – 18 februarie 1996 (locul 2)
2. Finlanda Lahti – 1 martie 1996 (locul 3 la egalitate cu Primož Peterka)
3. Suedia Falun – 13 martie 1996 (locul 2)
4. Norvegia Oslo/Holmenkollen – 17 martie 1996 (locul 1)
5. Austria Bischofshofen – 6 ianuarie 1997 (locul 2)
6. Elveția Engelberg – 11 ianuarie 1997 (locul 3)
7. Japonia Sapporo – 18 ianuarie 1997 (locul 1)
8. Japonia Hakuba – 26 ianuarie 1997 (locul 1)
9. Germania Garmisch-Partenkirchen – 1 ianuarie 2001 (locul 3)
10. Austria Innsbruck – 4 ianuarie 2001 (locul 1)
11. Austria Bischofshofen – 6 ianuarie 2001 (locul 1)
12. Cehia Harrachov (HS 205) – 13 ianuarie 2001 (locul 1)
13. Cehia Harrachov (HS 205) – 14 ianuarie 2001 (locul 1)
14. Statele Unite ale Americii Salt Lake City – 20 ianuarie 2001 (locul 1)
15. Japonia Sapporo – 27 ianuarie 2001(locul 1)
16. Japonia Sapporo – 28 ianuarie 2001 (locul 1)
17. Germania Willingen – 3 februarie 2001 (locul 2)
18. Germania Willingen – 4 ianuarie 2001 (locul 1)
19. Germania Oberstdorf (HS 213) – 4 martie 2001 (locul 2)
20. Suedia Falun – March 7 2001 (locul 1)
21. Norvegia Trondheim/Granasen – 9 martie 2001 (locul 1)
22. Norvegia Oslo/Holmenkollen – 11 martie 2001 (locul 1)
23. Finlanda Kuopio – 23 noiembrie 2001 (locul 1)
24. Finlanda Kuopio – 24 noiembrie 2001 (locul 2)
25. Germania Titisee-Neustadt – 1 decembrie 2001 (locul 1)
26. Germania Titisee-Neustadt – 2 decembrie 2001 (locul 2)
27. Austria Villach – 8 decembrie 2001 (locul 1)
28. Elveția Engelberg – 16 decembrie 2001 (locul 1)
29. Italia Val di Fiemme/Predazzo – 21 decembrie 2001 (locul 1)
30. Italia Val di Fiemme/Predazzo – 22 decembrie 2001 (locul 1)
31. Germania Garmisch-Partenkirchen – 1 ianuarie 2002 (locul 3)
32. Austria Innsbruck – 4 ianuarie 2002 (locul 2)
33. Polonia Zakopane – 20 ianuarie 2002 (locul 1)
34. Finlanda Lahti – 1 martie 2002 (locul 2)
35. Norvegia Trondheim – 15 martie 2002 (locul 2)
36. Norvegia Oslo/Holmenkollen – 17 martie 2002 (locul 3)
37. Finlanda Kuusamo – 29 noiembrie 2002 (locul 2)
38. Germania Titisee-Neustadt – 14 decembrie 2002 (locul 3
39. Germania Garmisch-Partenkirchen – 1 ianuarie 2003 (locul 2 la egalitate cu Andreas Goldberger)
40. Polonia Zakopane – 18 ianuarie 2003 (locul 3)
41. Polonia Zakopane – 19 ianuarie 2003 (locul 3)
42. Austria Tauplitz/Bad Mitterndorf – 1 februarie 2003 (locul 3)
43. Norvegia Oslo/Holmenkollen – 9 martie 2003 (locul 1)
44. Finlanda Lahti – 14 martie 2003 (locul 1)
45. Finlanda Lahti – 15 martie 2003 (locul 1)
46. Slovenia  Planica – 22 martie 2003 (locul 2)
47. Finlanda Kuusamo – 28 noiembrie 2003 (locul 2)
48. Finlanda Kuusamo – 30 noiembrie 2003 (locul 2)
49. Polonia Zakopane – 17 ianuarie 2004(locul 2)
50. Polonia Zakopane – 18 ianuarie 2004 (locul 2)
51. Cehia Harrachov (HS 142) – 11 decembrie 2004 (locul 1)
52. Germania Oberstdorf (HS 137) – 29 decembrie 2004 (locul 3)
53. Austria Innsbruck – 3 ianuarie 2005 (locul 2)
54. Austria Tauplitz/Bad Mitterndorf – 15 ianuarie 2005 (locul 3)
55. Austria Tauplitz/Bad Mitterndorf – 16 ianuarie 2005 (locul 1)
56. Germania Titisee-Neustadt – 23 ianuarie 2005 (locul 2)
57. Polonia Zakopane – 29 ianuarie 2005 (locul 1 la egalitate cu Roar Ljøkelsøy)
58. Polonia Zakopane – 30 ianuarie 2005 (locul 1)
59. Finlanda Kuopio – 9 martie 2005 (locul 3 la egalitate cu Jakub Janda)
60. Finlanda Kuopio – 7 martie 2006 (locul 3)
61. Norvegia Oslo/Holmenkollen – 12 martie 2006 (locul 1)
62. Norvegia Lillehammer – 3 decembrie 2006 (locul 3)
63. Elveția Engelberg – 16 decembrie 2006 (locul 3)
64. Germania Oberstdorf (HS 137) – 30 decembrie 2006 (locul 3)
65. Germania Oberstdorf (HS 137) – 27 ianuarie 2007 (locul 1)
66. Germania Titisee-Neustadt (HS 142) – 3 februarie 2007 (locul 1)
67. Germania Titisee-Neustadt (HS 142) – 4 februarie 2007 (locul 1)
68. Germania Klingenthal – 7 februarie 2007 (locul 3)
69. Finlanda Lahti (HS 130) – 11 martie 2007 (locul 1)
70. Finlanda Kuopio (HS 127) – 13 martie 2007 (locul 1)
71. Norvegia Oslo/Holmenkollen (HS 128) – 17 martie 2007 (locul 1)
72. Slovenia  Planica/Letalnica – 23 martie 2007 (locul 1)
73. Slovenia  Planica/Letalnica – 24 martie 2007 (locul 1)
74. Slovenia  Planica/Letalnica – 25 martie 2007 (locul 1)
75. Finlanda Kuopio (HS 127) – 10 martie 2009 (locul 3)
76. Slovenia  Planica/Letalnica – 20 martie 2009 (locul 2)
77. Slovenia  Planica/Letalnica – 22 martie 2009 (locul 2)
78. Norvegia Lillehammer – 5 decembrie 2009 (locul 3)
79. Germania Klingenthal – 3 februarie 2010 (locul 2)
80. Finlanda Lahti (HS 130) – 7 martie 2010 (locul 2)
81. Finlanda Kuopio (HS 127) – 9 martie 2010 (locul 2)
82. Norvegia Lillehammer – 12 martie 2010 (locul 3)
83. Norvegia Oslo/Holmenkollen – 14 martie 2010 (locul 2)
84. Elveția Engelberg – 18 decembrie 2010 (locul 2)
85. Elveția Engelberg – 19 decembrie 2010 (locul 3)
86. Germania Garmisch-Partenkirchen – 1 ianuarie 2011 (locul 3)
87. Austria Innsbruck – 3 ianuarie 2011 (locul 2)
88. Cehia Harrachov (HS 205) – 8 ianuarie 2011 (locul 3)
89. Japonia Sapporo – 15 ianuarie 2011 (locul 3)
90. Polonia Zakopane – 21 ianuarie 2011 (locul 1)
91. Norvegia Vikersund – 13 februarie 2011 (locul 3)
92. Slovenia  Planica/Letalnica – 20 martie 2011 (locul 1)

- 92 de podiumuri